# Hilde Norga
Hilde Norga (Oudenaarde, 4 november 1969) is een Vlaams musicalactrice.

## Biografie
Norga genoot een opleiding aan het Koninklijk Ballet van Vlaanderen, aan het Guildford School of Acting and Dance en aan het London Studio Centre. In 2011 won ze een Vlaamse Musicalprijs voor "Beste Vrouwelijke Hoofdrol' in de musical Oliver!.

## Musicals
| Jaar        | Productie                | Producent                                  | Rol                        |
| ----------- | ------------------------ | ------------------------------------------ | -------------------------- |
| 1985 - 1989 | Verschillende producties | Koninklijk Ballet van Vlaanderen           | Verschillende rollen       |
| 1991 - 1994 | Miss Saigon (West-End)   |                                            | Ensemble, Understudy Ellen |
| 1994 - 1996 | Chess                    | Koninklijk Ballet van Vlaanderen           | Florence                   |
| 1996        | Cats                     | Musichall                                  | Grisabella                 |
| 1998        | Les Misérables           |                                            | Fantine                    |
| 2001        | Jekyll & Hyde            | Koninklijk Ballet van Vlaanderen           | Lucy                       |
| 2005        | Dracula, de musical      | Geert Allaert Theaterproductie             | Nina                       |
| 2007        | Belle en het Beest       | Musichall en Stage Entertainment Nederland | Mevrouw Pot                |
| 2008        | Daens                    | Studio 100                                 | Ensemble                   |
| 2010 - 2011 | Oliver!                  | Musical Van Vlaanderen                     | Nancy                      |
| 2014        | 14-18, de musical        | Studio 100                                 | Ensemble, Moeder Laenens   |